# Ninja Gaiden
Ninja Gaiden — серия компьютерных игр, разработанных японской компанией Tecmo и позднее студией Team Ninja. Главным героем большинства из них является ниндзя по имени Рю Хаябуса, вооружённый мечом и метательными ножами-сюрикэнами. Сюжеты различных игр серии, слабо связанных друг с другом, помещали Рю в современную Америку, средневековую Японию или вымышленный мир. Действие поздних игр серии, разработанных Team Ninja, происходит в общей вселенной с серией игр-файтингов Dead or Alive, и персонажи из одной серии появлялись в другой и наоборот. Игры серии Ninja Gaiden — как ранние, представлявшие собой платформеры с боковой прокруткой, так и поздние трёхмерные, известны своей высокой сложностью.

## Оригинальная трилогия

### Ninja Gaiden
Серия игр Ninja Gaiden берет свое начало в 1988 году. В то время большую популярность имела игра от Taito Double Dragon и компания Tecmo приняла решение создать подобную игру. В 1988 году были выпущены две игры под названием Ninja Gaiden. Ninja Gaiden (аркадный автомат) была также выпущена для платформ: ZX Spectrum, Commodore 64 и DOS. Её жанр — это beat ’em up. Другая игра с подобным названием была выпущена для платформы NES.
При выпуске игры на платформе NES было сохранено только название и персонаж ниндзя. Жанр был изменён на платформер. У Рю Хаябусы появился меч дракона, также он может использовать сюрикэны и атаки нимпо. История в игре показывается через кат-сцены и вращается вокруг исчезнувшего отца Рю, двух статуэток и главного злодея Жако. В Японии она имеет название Ninja Ryukenden.

### Ninja Gaiden II: The Dark Sword of Chaos
Ninja Gaiden II: The Dark Sword of Chaos была выпущена в Японии и Северной Америке в 1990 году. Сюжет вращается вокруг колдуна Аштара, который похитил Ирен Лью. В игре появилась возможность подниматься по стенам и призывать тень ниндзя, которая повторяет каждое движение Рю.

### Ninja Gaiden III: The Ancient Ship of Doom
Ninja Gaiden III: The Ancient Ship of Doom — заключительная часть трилогии на NES. Игра была выпущена в 1991 году. По сюжету игры Фостер создал армию бионоидов с помощью сверхъестественной энергии, поступающей из меж-пространственного разлома. Они являются противниками Рю. Также одним из антагонистов является человек по имени Клэнси, который командует военным кораблем. Из игры была удалена возможность призывать тень ниндзя, но при этом добавлена возможность производить апгрейд меча дракона.

### Ninja Gaiden Trilogy
Трилогия вышла для платформы SNES в 1995 году. Сборник включал в себя три игры для NES и отличался улучшенной графикой. Также были доступны бесконечные продолжения и система паролей, вырезанная из североамериканской версии. Тем не менее в Ninja Gaiden III отсутствуют несколько музыкальных треков из оригинала.

## Игры Team Ninja

### Ninja Gaiden (2004)/Black/Sigma/Sigma Plus
Перезапуск серии, вышедший в 2004 году.

### Ninja Gaiden: Dragon Sword
Игра, вышедшая в 2008 году на портативную систему Nintendo DS и действие которой происходит между первой и второй частью.

### Ninja Gaiden: Master Collection
Сборник, включающий в себя Sigma, Sigma 2 и 3: Razor’s Edge и выпущенный 10 июня 2021 года на платформы PlayStation 4, Xbox One, Nintendo Switch и ПК под управлением Windows.

## Игры Sega
Для платформ Sega были выпущены 2 игры. Они вышли на таких платформах, как Sega Master System и Sega Game Gear. Также в 1992 году разрабатывалась игра для платформы Sega Mega Drive. Игру планировалось выпустить в жанре beat ’em up. По сюжету двое ниндзя, брат и сестра, которых зовут Дзин и Рика украли тайные свитки Хумы и сбежали в Америку. В результате Рю Хаябуса также отправляется в Америку, чтобы выследить их и вернуть свитки обратно.
Игра никогда не выпускалась в коммерческих целях, но бета-версия существует в интернете в образе Rom. Бета-версия состоит из семи уровней, которые включают в себя кат-сцены и боссов. Тем не менее она содержит программные ошибки, например такие, как неточное управление движением персонажа, незаконченные уровни и кат-сцены, которые показываются не до конца. Также в игре присутствует японский язык, так как она не была полностью переведена на английский язык. В игре доступны следующие приемы: стандартный комбо-удар, удар в прыжке и супер-удар мгновенно уничтожающий противников.

## Прочие игры

### 100 Banjin no Ninja Gaiden
100 Banjin no Ninja Gaiden (100万人のNinja Gaiden) была выпущена в Японии в 2012 году для платформ Android и iOS. Игру планировалось выпустить в Северной Америке в 2012 году под названием Ninja Gaiden Clans, но в конечном итоге релиз был отменён. Игровой процесс схож с таковым в Dragon Sword.

### Yaiba: Ninja Gaiden Z
Игра вышла в 2014 году для платформ ПК, PS3 и Xbox 360. Протагонистом игры является ниндзя по имени Яйба Камикадзэ, который сражается с зомби.

### Ninja Gaiden: Ragebound
Игра была анонсирована во время церемонии The Game Awards 2024. Её разработкой занялась студия The Game Kitchen, а издательством — компания Dotemu под лицензией от Koei Tecmo. Игра является представителем жанра платформер. По сюжету, главный герой игры, ученик Рю Хаябусы Кэндзи Модзу, должен остановить вторжение демонов на деревню Хаябуса в отсутствие Рю.

## Медиа
В 1991 году в Японии была выпущена OVA под названием Ninja Ryukenden. В книжной серии Worlds of Power была опубликована новеллизация по сюжету первой части игры, вышедшей на платформе NES.